# David Paetkau

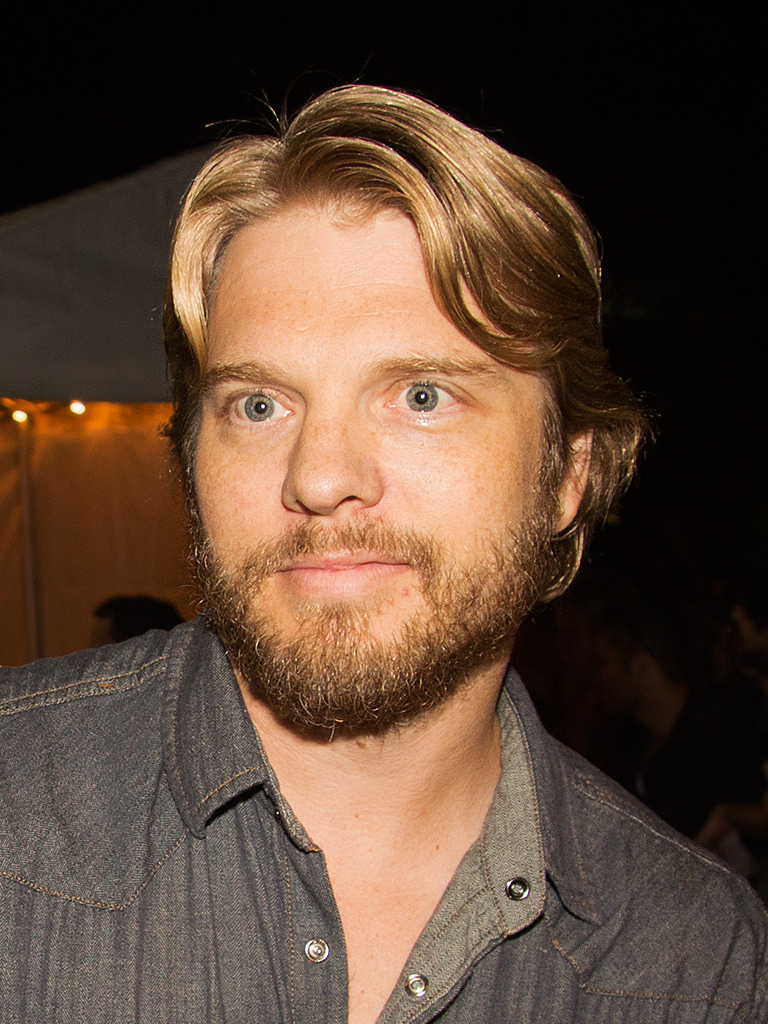
David Paetkau beim Toronto International Film Festival 2013

David E. Paetkau (* 10. November 1978 in Vancouver, British Columbia) ist ein kanadischer Schauspieler.

## Leben
David Paetkau begann seine Schauspielkarriere mit kleinen Rollen in den Filmen Dich kriegen wir auch noch! und Schneefrei. Es folgte eine wiederkehrende Rolle in der Fernsehserie Just Deal und eine Nebenrolle in Bang, Bang, Du bist tot an der Seite von Thomas Cavanagh und Ben Foster, wodurch er größere Bekanntheit erlangte.
Nach weiteren Filmrollen und Gastauftritten in Fernsehserien wie Stargate – Kommando SG-1, CSI: Miami und Eureka – Die geheime Stadt wurde er 2007 für den Film Aliens vs. Predator 2 engagiert. Von 2008 bis zum Serienende 2012 spielte er eine Hauptrolle in der kanadischen Fernsehserie Flashpoint – Das Spezialkommando.

## Filmografie (Auswahl)
- 1998: Dich kriegen wir auch noch! (Disturbing Behavior)
- 2000: Schneefrei (Snow Day)
- 2001, 2009: Smallville (Fernsehserie, 2 Folgen)
- 2002: Bang, Bang, Du bist tot (Bang, Bang, You’re Dead)
- 2003: Stargate – Kommando SG-1 (Stargate SG-1, Fernsehserie, Folge 6x18)
- 2003: Final Destination 2
- 2005: CSI: Miami (Fernsehserie, Folge 3x16)
- 2006: Ich werde immer wissen, was du letzten Sommer getan hast (I’ll Always Know What You Did Last Summer)
- 2006: Eureka – Die geheime Stadt (Eureka, Fernsehserie, Folge 1x08 Right as Raynes/Der Weihnachts-Virus)
- 2006–2007: Die Geheimnisse von Whistler (Whistler, Fernsehserie, 21 Folgen)
- 2007: Aliens vs. Predator 2 (Aliens vs. Predator: Requiem)
- 2008–2012: Flashpoint – Das Spezialkommando (Flashpoint, Fernsehserie, 75 Folgen)
- 2010: Supernatural (Fernsehserie, 2 Folgen)
- 2011: Goon – Kein Film für Pussies (Goon)
- 2013: Man of Steel
- 2015: Criminal Minds (Fernsehserie, Folge 11x03)
- 2015: A Mother Betrayed